# Klausjagen

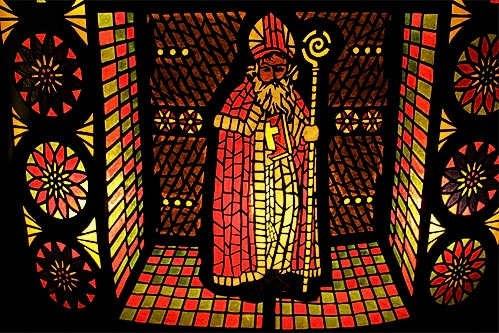
Detail van een Iffelen met een afbeelding van Sinterklaas

Klausjagen (Nicolaas-jacht) is een festival dat in Küssnacht (Zwitserland) wordt gehouden op de avond voor Sint-Nicolaasdag (5 december). Het festival wordt jaarlijks door 20.000 mensen bezocht en bestaat uit een parade met 1.500 deelnemers en duurt tot ver in de nacht.

## Geschiedenis
De processie heeft haar oorsprong in voor-christelijke heidense tradities waarbij gejaagd wordt op de wilde geesten (vergelijk Wilde Jacht). De vroegste vorm van Klausjagen bestond uit veel onrust en lawaai. De kerk en autoriteiten probeerden deze traditie in te perken en in 1732 werd het officieel verboden. Het lukte echter niet om het feest effectief te onderdrukken. 
In de late 19e eeuw werd het gebruik gekerstend en verscheen de mijter van een bisschop in de processie. In de jaren 20 werd de nog altijd vrij ruige processie een beetje tammer gemaakt door een comité van dorpelingen die de moderne en goed georganiseerde parade creëerden. Sinds 1928 is de St. Nicholas Sociëteit verantwoordelijk voor het voortzetten van de traditie.

## De processie

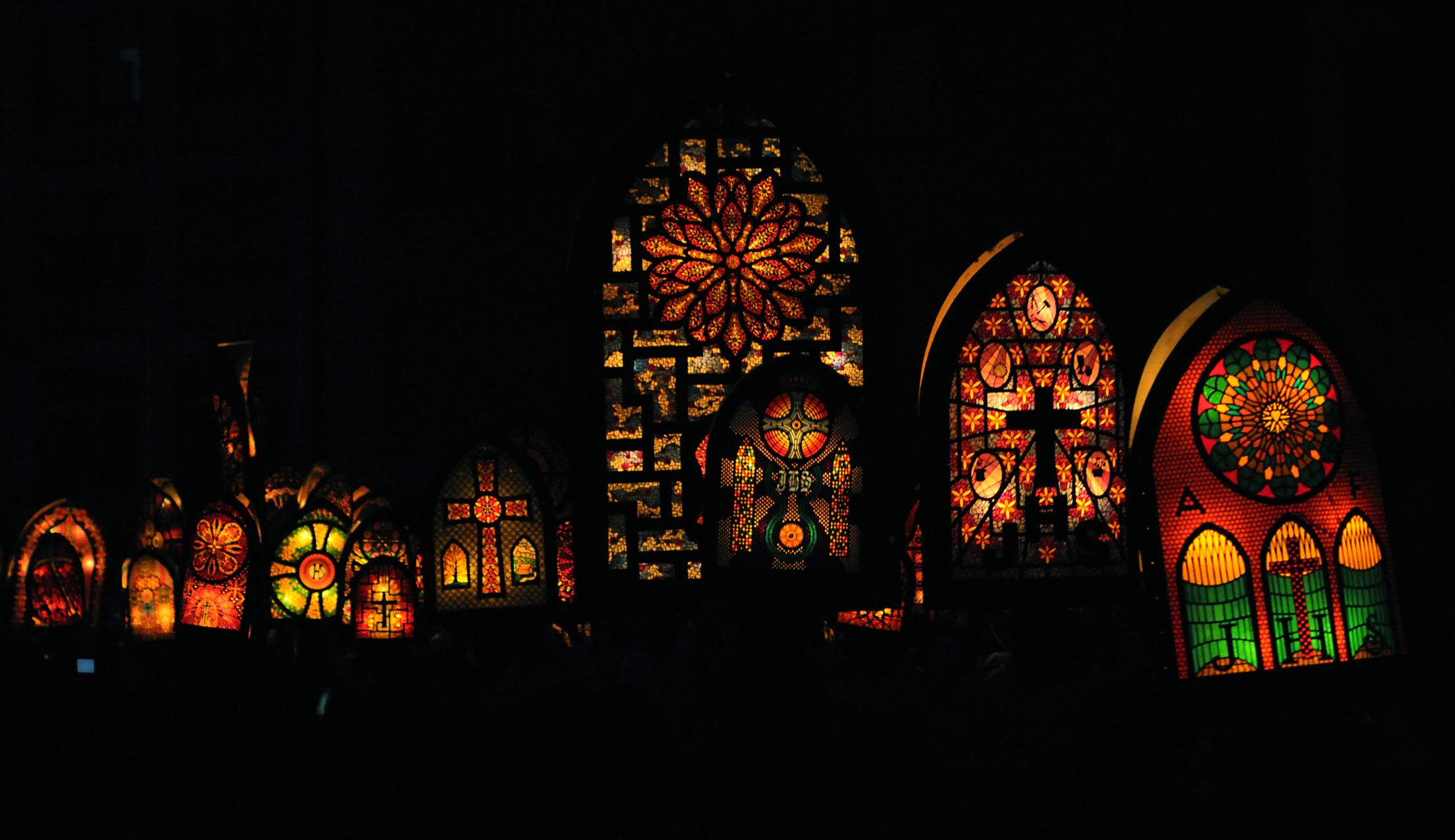
De tweede fase van Klausjagen bestaat uit mannen met door kaarsen verlichte Iffelen

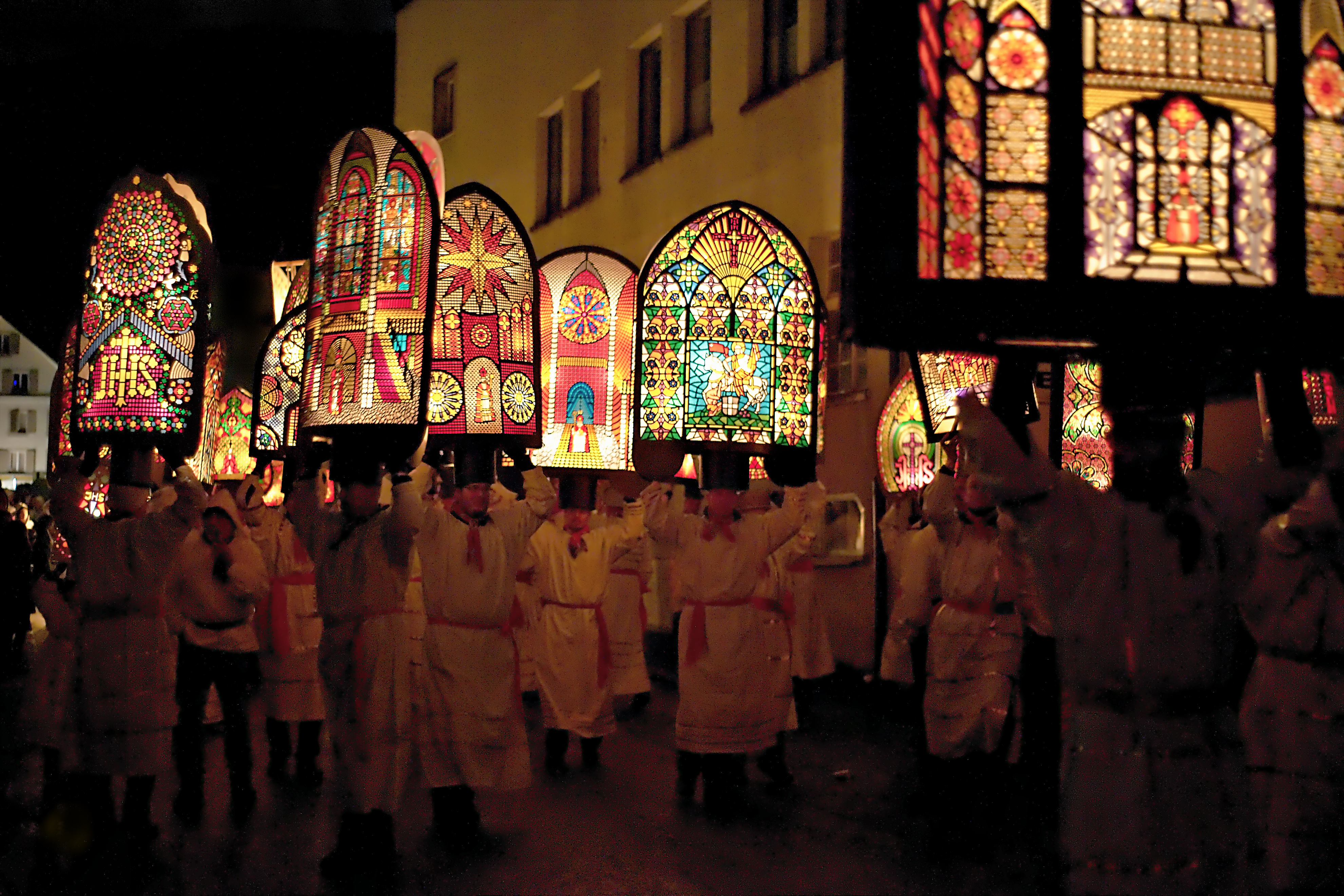
De mannen met Iffelen

De processie bestaat uit zes fasen. 
- Eerst komen mannen die met lange tweehandig schaap-zwepen slaan.
- Als tweede komen mannen die Iffelen of Infuln dragen, dit zijn enorme papieren hoeden die lijken op een kruising van een mijter en glas in lood. De binnenkant van de hoeden wordt verlicht door kaarsen. De hoeden zijn wel twee meter hoog.
- Achter hen loopt Samichlaus met vier bedienden in zwarte kleding en hoeden, bekend als Schmutzlis, die koekjes uitdelen.
- Daarna komt een brassband die traditionele Klaus-liedjes speelt.
- Daarna loopt een grote groep die trycheln, grote bellen die afstammen van koebellen, luiden.
- Als laatste wordt de processie gevormd door mannen die op koehoorns (vergelijkbaar met een boerhoorn, midwinterhoorn of ossenhoornblazen) blazen.

De deelnemers en het publiek gaan na de processie feestvieren in de lokale tavernes.

## Afbeeldingen en geluiden

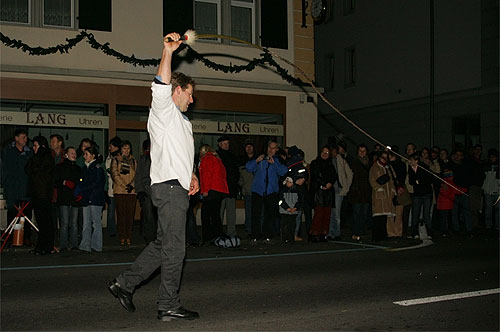
Een man slaat met een lange zweep
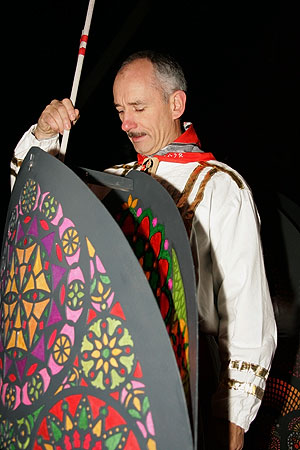
Een man steekt de kaars van de Iffelen aan
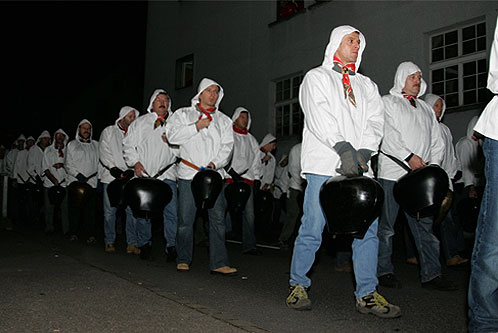
Een grote groep mannen luidt de trycheln
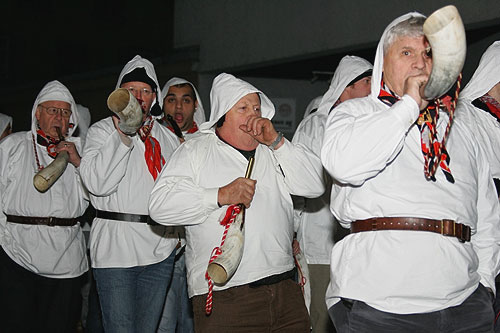
Mannen blazen op de koehoorns

- Zweepslagen
- Klausenmelodie
- Trycheln
- Hoornblazers